# Liberdade de cátedra
A liberdade de cátedra ou liberdade acadêmica é um princípio que assegura a liberdade de aprender, ensinar, pesquisar e divulgar o pensamento, a arte e o saber.
Tem como finalidade a garantia do pluralismo de idéias e concepções no ensino, especialmente o universitário, bem como a autonomia didático-científica. Permite que os docentes expressem, sem que seja censurado, suas próprias convicções e pontos de vista, sem que haja a imposição de um único critério metodológico ou didático, quando haja vários reconhecidos cientificamente. 
Atualmente a expressão liberdade de cátedra foi substituída por liberdade de ensino e aprendizagem, a liberdade de cátedra se limitava apenas ao professor agora com essa nova expressão ela engloba tanto o professor que transmite o conhecimento, o aluno que é quem recebe o conhecimento e traz também a capacidade de adquirir o conhecimento por si só que é a pesquisa, ou seja, a liberdade de aprender, liberdade de ensinar e liberdade de pesquisar.

## Legislação
A Constituição Federal de 1988 é caracterizada pelo caráter social que busca igualdade e desenvolvimento e um dos principais instrumentos para isso é a educação, a educação tem como papel da sociedade o desenvolvimento da pessoa exercendo de fato o papel da cidadania. 
No Brasil, a Constituição Federal de 1988 assegura essa liberdade em seu artigo 206, no trecho transcrito a seguir:

Art. 206. O ensino será ministrado com base nos seguintes princípios:

...

II - liberdade de aprender, ensinar, pesquisar e divulgar o pensamento, a arte e o saber;

III - pluralismo de idéias e de concepções pedagógicas, ...

A Lei De Diretrizes e Bases da Educação (Lei 9.394 de 20 de Dezembro de 1996), em seu artigo terceiro, reafirma as liberdades já garantidas pela Constituição.

## Ligações Externas
- Lei 9394/1996 (Lei de Diretrizes e Bases da Educação Nacional)